# 주세페 비아니
주세페 "지포" 비아니(이탈리아어: Giuseppe "Gipo" Viani; 1909년 9월 13일, 베네토 주 트레비소 ~ 1969년 1월 6일, 에밀리아-로마냐 주 페라라)는 이탈리아 트레비소 도 출신의 전 축구 선수이자 감독으로, 현역 선수시절 미드필더로 활약했다.

## 선수 경력
비아니는 트레비소 출신이다. 그는 현역 시절 전부를 이탈리아 축구 무대에서 보냈다. 그는 인테르나치오날레와 라치오에서 활약한 것으로 잘 알려져 있다.

## 감독 경력
현역 은퇴 후, 비아니는 밀란, 로마, 그리고 이탈리아 국가대표팀을 비롯해 여러 이탈리아 구단을 지휘했다. 그는 네레오 로코와 함께 1960년 하계 올림픽에서 이탈리아 선수단을 지도했고, 4위의 성적을 거두었다.

## 감독 방식
1940년대 살레르니타나를 지휘할 당시, 비아니는 칼 라판의 걸쇠(verrou)의 영향을 받아 이탈리아 언론에서 걸쇠(vianema)라고 불리는 전술을 고안해냈고, 이후 이탈리아에서 네레오 로코와 엘레니오 에레라가 빗장 전법(catenaccio)이라는 수비적 전술로 발전시켰다. 이 전술은 당시 살레르니타나 선수였던 안토니오 발레세가 감독에 제안한 것에서 시작했다. 비아니는 잉글랜드의 WM 대형 혹은 체계(sistema)라고 불리는 대형에서 중앙 측면 혹은 중원 중간자(centromediano metodista) 혹은 "중간자"(metodista)로 불리는 측면 수비수가 홀로 막는 것이 아닌 중원의 선수가 수비진영으로 물러나 수비를 지원하고 상대 중앙 공격수를 저지하는 구도(현대의 중앙 수비수의 역할과 비슷)를 만들어 1-3-3-3 형태로 최후방 수비수 배치 전술이 태동하기 시작했다. 그는 간혹 수비수를 중앙 공격을 하도록, 9번 등번호를 착용해 쫓아가 상대 공격수를 찍어 측면 수비수의 수비 부담으로부터 경감시켰다. 그의 선수단은 공 뒤에서 수비를 하다가 역습으로 득점 기회를 노렸다. 비롯 이 극단적인 수비 전술은 처음에 이탈리아 언론들의 질타를 받았는데, 이탈리아의 소규모 구단이나 도움이 되고, 대인방어는 서로 1대1로 붙게 해 크고 부유하며 개개인이 뛰어난 구단이 유리할 수밖에 없다고 잔니 브레라, 안드레아 스키안키 가체타 델로 스포르트(La Gazzetta dello Sport) 기자들은 좋지 않은 시선으로 보았다.

## 수상

### 선수
인테르나치오날레
- 세리에 A: 1929–30

### 감독
살레르니타나
- 세리에 B: 1947–48

로마
- 세리에 B: 1951–52

밀란
- 세리에 A: 1956–57, 1958–59
- 유러피언컵 준우승: 1957–58

### 개인
- 이탈리아 축구 명예의 전당: 2018[10]